# Dexicrates (Konsul 503)
Flavius Dexicrates war ein oströmischer Politiker Anfang des 6. Jahrhunderts.
Dexicrates war im Jahr 503 zusammen mit Volusianus Konsul. Eine griechische Inschrift bezeugt, dass Dexicrates als ἐνδοξότατος πατρίκιος (vir gloriosus patricius) an der Errichtung von Grenzsteinen in Kalamousou (Ort unbekannt, nördlich von Konstantinopel) beteiligt war, vermutlich im Rahmen einer administrativen Landvermessung.